# François-Gervais-Édouard Lecouturier
Pour les articles homonymes, voir Lecouturier.
 (juin 2019).
François-Gervais-Édouard Lecouturier, né le 13 juin 1768 à Guibray (Falaise) et mort le 10 mars 1830 à Paris, est un écrivain militaire français.

## Biographie
Des études distinguées à l’université de Paris avaient déterminé Lecouturier à faire carrière dans l’enseignement ; mais les événements de la Révolution l’enlevèrent au collège de Louis-le-Grand, où il était maitre d’études. Lecouturier reçut, le 31 mai 1792, le brevet de sous-lieutenant dans la légion de l’armée du centre, devenue le 16e régiment d’infanterie légère. Le 13 juin 1796, étant capitaine d’une compagnie de carabiniers, il a été frappé, devant Manheim, d’une balle qui lui a fracassé l’articulation du coude gauche, et privé pour toujours de l’usage du bras. À peine rétabli, il a repris le commandement de sa compagnie, à la tête de laquelle, le 1er octobre 1800, il a été promu, sur le champ de bataille, sous les murs d’Ancône, au grade de chef de bataillon, pour avoir, à la tête de deux cent cinquante hommes d’élite, enlevé une redoute défendue par cinq cents Croates, pris un drapeau et encloué neuf bouches à feu. Cette belle action, imputée par erreur à son lieutenant, a été récompensée par un sabre d’honneur et un brevet d’officier de la Légion d’honneur. N’ayant pas voulu réclamer, il n’a reçu que la croix de légionnaire à la création de cet ordre, et n’en a été nommé officier que par Louis XVIII, en février 1816, qui lui a donné, à la même époque, le brevet de chevalier de Saint-Louis.
Chef de bataillon en 1808, colonel en non activité en 1815, il reçut en 1822 le brevet de maréchal de camp ; il comptait alors trente ans de service, ayant fait en personne les vingt-trois campagnes de la Révolution ; il avait été aux batailles de Jemappes et de Waterloo. Il fit toutes les campagnes de la révolution et de l’Empire, et parvint au grade de colonel, maréchal de camp, officier de la Légion d’Honneur, chevalier de Saint-Louis.
Une fois en retraite, il a publié une réfutation du tome XI des Victoires et Conquêtes, en ce qui concerne la défense d’Ancône, donné des Réflexions sur le corps royal d’état-major, un dernier mot sur ce corps, des Considérations sur les Retraites militaires et Pensions des veuves, un Dictionnaire raisonné des Connaissances militaires ; enfin, chargé de la partie militaire dans l’ouvrage périodique de la Bibliothèque historique. 
Il a été reçu franc-maçon à la loge des « Sœurs Unies » de Toulouse. En 1801, Chevalier Rose-Croix dans le chapitre de l’île d'Oléron, et à son tour, en 1803, fondateur et vénérable maître de la loge des « Vrais Amis réunis » à l'orient du 16e régiment d’infanterie légère.
Il a fondé et présidé, en 1807, la loge du 60e régiment d’infanterie, alors à Raguse, en Dalmatie. C’est à cette dernière loge qu’il reçoit Law de Lauriston, depuis maréchal de France et deuxième grand maître adjoint de l’ordre, dont il était alors le premier aide de camp, ainsi qu’au général comte, et depuis maréchal Molitor. En 1816, il est devenu membre et successivement président des différents ateliers du « Mont-Thabor » de Paris, qui lui a conféré le 30e degré. Officier dignitaire du Grand Orient de France, il y a reçu les 31e, 32e et 33e degrés du Rite écossais ancien et accepté.  En 1828, il a été élu à la présidence de la chambre de correspondance et des finances.

## Publications
- Réfutation (en ce qui concerne le siége d’Ancône en 1799) du XIe tome des Victoires et Conquêtes, de 1792 à 1815, Paris, 1819, in-8°.
- Réflexions sur le corps royal d’état-major général réorganisé par les ordonnances du e mai et 22 juillet 1818, Paris, 1819, in-8°.
- Considérations sur les retraites des militaires, les pensions de leurs veuves et les secours à accorder à leurs enfants, Paris, 1821, in-8°.